# Władysław Smosarski
Władysław Antoni Jan Smosarski (ur. 30 września 1876 w Warszawie, zm. 21 maja 1960 w Poznaniu) – polski matematyk i meteorolog.

## Życiorys
Pochodził z rodziny mieszczańskiej, był synem Władysława i Walerii z Maszatowskich. Ukończył III Gimnazjum w Warszawie (matura w 1896), po czym podjął studia na Wydziale Matematyczno-Fizycznym Cesarskiego Uniwersytetu Warszawskiego, uwieńczone w roku 1900 stopniem kandydata nauk matematycznych; praca kandydacka O twierdzeniu Dirichleta uogólnionym na sieci równoległościanów (1899) została wyróżniona złotym medalem. Po studiach Smosarski pracował w urzędach, bankach i zakładach przemysłowych w Warszawie (m.in. w Urzędzie do Sprawdzania Miar i Wag oraz w Zakładach Elektronicznych „Siemens-Schuckert”), przez pewien czas w Lublinie. Od 1909 roku prowadził wykłady z meteorologii, fizyki i matematyki na Wydziale Przyrodniczym Towarzystwa Kursów Naukowych w Warszawie oraz w Seminarium dla Nauczycieli Ludowych w Ursynowie k. Warszawy. Współpracował też z Warszawskim Biurem Meteorologicznym. W 1912 roku w WSR w Warszawie wykładał meteorologię, a w latach 1912 i 1913 odbył w Hamburgu i Petersburgu dodatkowe studia w zakresie meteorologii. W latach 1913–1918 wykładał na Kursach Przemysłowo-Rolniczych w Warszawie.
Od początku 1919 roku był zastępcą kierownika Centralnego Instytutu Meteorologicznego w Warszawie i jednocześnie prowadził wykłady w charakterze docenta w Szkole Głównej Gospodarstwa Wiejskiego. Współpracował z pracownią meteorologii Towarzystwa Naukowego Warszawskiego. W 1920 roku przeniósł się do Poznania, by na Wydziale Filozoficznym miejscowego Uniwersytetu podjąć – jako zastępca profesora – wykłady z meteorologii i klimatologii; powierzono mu jednocześnie zorganizowanie, a następnie kierownictwo Obserwatorium Meteorologicznego w Collegium Minus. W 1923 roku uzyskał nominację na profesora nadzwyczajnego oraz stanął na czele utworzonej Katedry Meteorologii i Klimatologii na Wydziale Rolniczo-Leśnym Uniwersytetu Poznańskiego. W latach 1925–1926 uruchomił kolejne punkty Obserwatorium Meteorologicznego – na Sołaczu i w Golęcinie. W roku 1937 został profesorem zwyczajnym. Nie zaprzestał współpracy z warszawskim Centralnym (później Państwowym) Instytutem Meteorologicznym, w którym kierował Wydziałem Sprawdzań Przyrządów.
Był aktywnym uczestnikiem życia naukowego krajowego i zagranicznego. Został przyjęty w poczet członków Warszawskiego Towarzystwa Naukowego (członek rzeczywisty 1915, członek zwyczajny 1929). Od 1920 roku był członkiem Poznańskiego Towarzystwa Przyjaciół Nauk. Działał czynnie w Międzynarodowej Unii Geodezyjnej i Geofizycznej, uczestniczył w jej IV (1930) i V (1933) kongresie. Wybuch II wojny światowej zastał go na kolejnym kongresie Unii w Waszyngtonie; większą część okresu wojennego spędził w Paryżu, pracując w Institut de Physique du Globe u boku prof. Charlesa Mauraina. Współpracował z ruchem oporu, po wyzwoleniu Paryża włączył się do prac polskiego Narodowego Komitetu Oporu.
Do Poznania powrócił w 1945, obejmując poprzednio zajmowaną katedrę. W 1952, wraz z całym wydziałem, przeniósł się do powołanej Wyższej Szkoły Rolniczej w Poznaniu. W latach powojennych doczekał się nadania tytułu doktora nauk (1950). Kierował katedrą do końca życia (od 1959 pod nazwą Katedra Meteorologii), zmarł 21 maja 1960 w Poznaniu.
Zainteresowania naukowe Smosarskiego obejmowały meteorologię, klimatologię (głównie Polski zachodniej), optykę atmosferyczną, elektryczność atmosferyczną, magnetyzm ziemski, matematykę, teorię instrumentów, historię nauki. Ogłosił 66 prac naukowych oraz liczne drobne spostrzeżenia meteorologiczne i artykuły popularnonaukowe. Prace swoje pisał staranną polszczyzną, przejrzystym językiem, przekazując w prosty sposób skomplikowane i złożone zagadnienia. Znany był też ze specyficznego poczucia humoru, a wśród studentów miał opinię wyjątkowo wymagającego egzaminatora.
W pracy O pewnym zjawisku zmrokowym (1917) podjął próbę wyjaśnienia związku niektórych zjawisk zmrokowych z magnetyzmem ziemskim oraz szczegółowo opisał przebieg roczny elementów zórz. Prowadził obserwacje i badania nad okresowymi przebiegami temperatury, opadów, burz, jonizacji powietrza atmosferycznego. Z publikacji Smosarskiego można wymienić: podręcznik Meteorologia (1924, szóste wydanie 1957), Prace Margulesa o wahaniu ciśnienia barometrycznego (1907), Cienie obłoków na tle nieba (1915), O pewnym zjawisku zmrokowym (1917), Badania teoretyczne wahań temperatury (1922), Marche diurne des éléments météorologiques à Poznań (1929), Versuch einer Theorie der periodischen Temperaturänderungen an der Erdoberfläche (1929), Über die Polarisation des Himmelslichtes (1933), Electricité atmosphérique près de Poznań (1934), Temperatury gleby w Poznaniu 1926–1954 (1956). Zagadnieniom matematycznym poświęcił m.in. prace Teoria reszt w oświetleniu teorii grup („wiadomości Matematyczne”, 1911), Nauka o proporcjonalności w geometrii i arytmetyce („Wektor”, 1913), Zarys rozwoju geometrii w starożytności (w Poradnik dla samouków, 1911), Matematyka (1917–1918). Ogłosił też przekład Szkoły fizyki A.J. Oettingena (1912).
W 1947 był współzałożycielem Polskiego Towarzystwa Meteorologicznego i Hydrologicznego, które nadało mu tytuł członka honorowego.
Był żonaty z Kazimierą Kaszubską, miał dwóch synów: Jerzego (1908–1940) i Mirosława (1909–1932).
Zmarł 21 maja 1960 roku w Poznaniu. Pochowany na Cmentarzu Sołackim św. Jana Vianey przy ul. Lutyckiej (kwatera św. Anny-7-29).

## Ordery i odznaczenia
- Krzyż Kawalerski Orderu Odrodzenia Polski (13 lipca 1955)[4]
- Medal 10-lecia Polski Ludowej (22 lipca 1955)[5]